# Spanyol labdarúgó-játékvezetők listája
Az alábbi lista a nevezetes spanyol labdarúgó-játékvezetők nevét tartalmazza.
| Ábécé szerinti tartalomjegyzék                      |
| --------------------------------------------------- |
| A B C D E F G H I J K L M N O P Q R S T U V W X Y Z |

## A
- Juan Ansuátegui Roca (1956–) nemzetközi játékvezető
- Victoriano Arminio (1942–2023) nemzetközi játékvezető
- Manuel Asensi (1918–1997) nemzetközi játékvezető
- Ramón Azón Romá (1913–1984) nemzetközi játékvezető

## B
- Juan Manuel Brito Arceo (1963–) nemzetközi játékvezető
- Pérez Burrull (1965–) nemzetközi játékvezető

## C
- Vicente Antonio Caballero (1916–1963) nemzetközi játékvezető
- Antonio Camacho Jimenez (1930–2003) nemzetközi játékvezető
- Carlos del Cerro Grande (1976–) nemzetközi játékvezető
- Carlos Clos Gómez (1972–) nemzetközi játékvezető
- Luis Colina Álvarez (1888–1956) nemzetközi játékvezető
- Guillermo Comorera (1893–1970) nemzetközi játékvezető

## D
- Arturo Daudén Ibáñez (1964–) nemzetközi játékvezető
- Manuel Díaz Vega (1954–) nemzetközi játékvezető

## E
- Pedro Escartín (1902–1998) labdarúgó, edző, nemzetközi játékvezető, sportvezető
- Victor Esquinas Torres (1960–) nemzetközi játékvezető
- Javier Estrada Fernández (1976–) nemzetközi játékvezető

## F
- David Fernández Borbalán (1973–) nemzetközi játékvezető
- Juan Fernández Marín (1957–) nemzetközi játékvezető
- Ángel Franco Martínez (1938–2024) nemzetközi játékvezető

## G
- José García-Aranda (1956–) nemzetközi játékvezető
- José García Carrión (1937–) nemzetközi játékvezető
- Juan Gardeazabal (1923–1969) nemzetközi játékvezető
- Manuel Gomez Arribas (1920–1969) nemzetközi játékvezető
- Bernardino González Vázquez (1966–) nemzetközi játékvezető
- Emilio Carlos Guruceta (1941–1987) nemzetközi játékvezető

## I
- Eduardo Iturralde González (1967–) nemzetközi játékvezető

## L
- Augusto Lamo Castillo (1938–2002) nemzetközi játékvezető
- José Llovera Mas (1896–1977) nemzetközi játékvezető
- Antonio López Nieto (1958–) nemzetközi játékvezető

## M
- Fermín Martínez (1966–) nemzetközi játékvezető
- Antonio Mateu Lahoz (1977–) nemzetközi játékvezető
- Luis Medina Cantalejo (1964–) nemzetközi játékvezető
- Mariano Medina (1933–2013) nemzetközi játékvezető
- Carlos Megía Dávila (1966–) nemzetközi játékvezető
- Manuel Mejuto González (1965–) nemzetközi játékvezető
- Ramón Melcón (1900–1973) nemzetközi játékvezető
- Ezequiel Montero Román (1893–1972) nemzetközi játékvezető, sportvezető

## N
- Antonio Martín Navarrete (1949–) nemzetközi játékvezető

## O
- José María Ortiz de Mendíbil (1926–2015) nemzetközi játékvezető

## P
- Carlos Padrós (1870–1950) nemzeti játékvezető, sportvezető, üzletember, politikus
- Tomeo Palanques (1935–) nemzetközi játékvezető
- Adolfo Bueno Perales (1932–2021) nemzetközi játékvezető
- José Donato Pes Pérez (1943–2022) nemzetközi játékvezető
- Gaspart Pintado Viu (1925–2018) nemzetközi játékvezető

## R
- Joaquín Ramos Marcos (1946–2025) nemzetközi játékvezető, újságíró, rádiókommentátor
- Andrés Rivero (1919–1983) nemzeti játékvezető
- Julián Rodríguez Santiago (1965–) nemzetközi játékvezető
- Antonio Rubinos Pérez (1969–) nemzetközi játékvezető

## S
- Pablo Sánchez Ibáñez (1930–1987) nemzetközi játékvezető
- Emilio Soriano Aladrén (1945–) nemzetközi játékvezető

## T
- Fernando Teixeira Vitienes (1971–) nemzetközi játékvezető

## U
- Alberto Undiano Mallenco (1973–) nemzetközi játékvezető
- Joaquín Urío Velázquez (1947–) nemzetközi játékvezető
- Ildefonso Urizar Azpitarte (1943–) nemzetközi játékvezető

## V
- Pedro Vallana (1897–1980) válogatott labdarúgó, edző, nemzetközi játékvezető
- Carlos Velasco Carballo (1971–) nemzetközi játékvezető

## Y
- Juan Carlos Yuste Jiménez (1975–) nemzetközi asszisztens

## Z
- Daniel Zariquiegui Izco (1924–1999) nemzetközi játékvezető